# 에이브러햄 피어슨 (1613년)
에이브러햄 피어슨 (Abraham Pierson Sr., 1613-1678)은 영국의 청교도 성직자이다. 영국에서 미국의 뉴잉글랜드 지역으로 이민을 왔으며, 그의 아들은 에이브러햄 피어슨 주니어(1646 – 1707년 3월 5일)인데 예일 대학교의 전신 피어선 칼리지의 초대 총장을 역임하였다. 아브라함 피어선 목사는 영국의 캠브리지 대학교를 졸업하고 청교도로서 미국의 모히칸 부족에서 전도하며 그들을 위한 교리서도 만들었다. 그의 후손 가운데 한 사람이 존 피어선은 프린스턴 대학교 설립시에 이사중에 한 사람이었다. 그의 8대 후손 중에는 아서 태펀 피어슨이 있는데, 설교가, 부흥사, 선교사 그리고 학자로서 그의 마지막 선교 사역지는 한국이었고 그의 이름을 따라서 지은 학교가 현재의 평택대학교이다.